# جین آن
جین آن (انگلیسی: Jin An؛ زادهٔ ۲۳ مارس ۱۹۹۶) بازیکن بسکتبال اهل کره جنوبی است.
وی در مسابقات کشوری و بین‌المللی در مجموع برندهٔ ۱ مدال برنز شده‌است.